# Fontaine-lès-Dijon
Fontaine-lès-Dijon è un comune francese di 8 756 abitanti situato nel dipartimento della Côte-d'Or nella regione della Borgogna-Franca Contea.È la località natale di San Bernardo di Chiaravalle.

## Società

### Evoluzione demografica
Abitanti censiti